# Пийстър
Пийстър (на английски: Peaster) е селище в окръг Паркър, Тексас, Съединените американски щати.
Намира се на 55 km западно от гр. Форт Уърт. Основано е през 1870-те години. Днес населението му е около 100 души.
В Пийстър е роден писателят Робърт Хауърд (1906-1936), известен с неговата поредица за Конан Варварина.